# 哈特加恰
哈特加恰（Hatgachha），是印度西孟加拉邦Haora县的一个城镇。总人口5560（2001年）。

## 人口
该地2001年总人口5560人，其中男性2938人，女性2622人；0—6岁人口503人，其中男252人，女251人；识字率79.69%，其中男性为84.14%，女性为74.71%。